# 寺内廣壽
寺内 廣壽（てらうち ひろじゅ、1942年 - ）は、日本の地方公務員。
東京都交通局長や、東京臨海高速鉄道代表取締役社長、東京都地下鉄建設代表取締役社長を務めた。

## 人物・経歴
東京生まれ。1965年中央大学卒業後、東京都入庁、交通局大塚電車営業所配属。東京都副知事秘書、報道課長、情報連絡室参事、交通局電車部長、交通局長等を歴任した。2001年第2回GRCJ表彰受賞。2002年に東京都を退職後は、東京臨海高速鉄道株式会社代表取締役社長を経て、東京都地下鉄建設株式会社代表取締役社長を務め、都営日暮里・舎人ライナーの整備を進め、2008年の開業を実現させた。